# Усанівка (Бурятія)
Усанівка (рос. Усановка) — селище Закаменського району, Бурятії Росії. Входить до складу Сільського поселення Хамнейське.
Населення — 53 особи (2015 рік).